# Vụ truy tố Donald Trump ở New York
Nhân dân Tiểu bang New York kiện Donald Trump là một vụ án hình sự dự kiến sẽ xảy ra đối với Donald Trump, tổng thống Hoa Kỳ. Vào ngày 30 tháng 3 năm 2023, Trump đã bị một đại bồi thẩm đoàn Thành phố New York truy tố vì dính líu của ông trong vụ bê bối bắt nguồn từ việc thanh toán tiền bịt miệng cho nữ diễn viên phim khiêu dâm Stormy Daniels trước cuộc bầu cử tổng thống Hoa Kỳ năm 2016. Ông là cựu tổng thống Mỹ đầu tiên trong lịch sử Hoa Kỳ bị truy tố. Vụ truy tố liên quan đến những bản kê khai kinh doanh giả mạo về các khoản thanh toán nói trên. Những cáo buộc chính xác chưa được tiết lộ, và bản cáo trạng cũng không được công bố. Trump đã nói rằng ông sẽ vẫn ứng cử trong cuộc bầu cử tổng thống năm 2024 sắp tới. Trump có thể sẽ không bị bắt giữ công khai, vì các luật sư của ông có thể đang liên lạc với các công tố viên để thu xếp việc đầu thú; một người trong số đó, Joe Tacopina, đã tuyên bố rằng Trump sẽ tự ra đầu thú vào chiều ngày 4 tháng 4. Alina Habba, một luật sư đại diện cho Trump trong một vụ án khác, tin rằng ông sẽ được lấy dấu vân tay và chụp ảnh tại tòa án New York, và Cơ quan Mật vụ sẽ tham gia vào quá trình đi lại của ông.
Bản cáo trạng đã được đệ trình lên Tòa án Tối cao New York vào cuối ngày làm việc vào ngày 30 tháng 3 và vẫn được niêm phong. Trump, đang cư trú tại Florida, có thể sẽ phải đến thành phố New York để bị bắt giữ chính thức và có phiên toà điều trần đầu tiên. Trước khi bị truy tố, ông đã công kích các công tố viên đang điều tra ông bằng lời nói, bao gồm cả uỷ viên công tố quận Alvin Bragg. Vụ truy tố dự kiến sẽ có tác động đáng kể đến cuộc bầu cử tổng thống năm 2024 và chiến dịch tranh cử tổng thống của Trump, mặc dù các cáo buộc hình sự không ngăn cản ông tranh cử về mặt pháp lý. Trump và các trợ lý của ông đã rất ngạc nhiên trước tin truy tố vì họ tin rằng một vụ truy tố sẽ bắt đầu sau đó vài tuần, hoặc sẽ không hề xảy ra. Vào ngày 30 tháng 5 năm 2024, Donald Trump bị bồi thẩm đoàn kết án 34 tội danh liên quan đến việc làm sai lệch hồ sơ kinh doanh.

## Bối cảnh

### Bê bối Stormy Daniels–Donald Trump

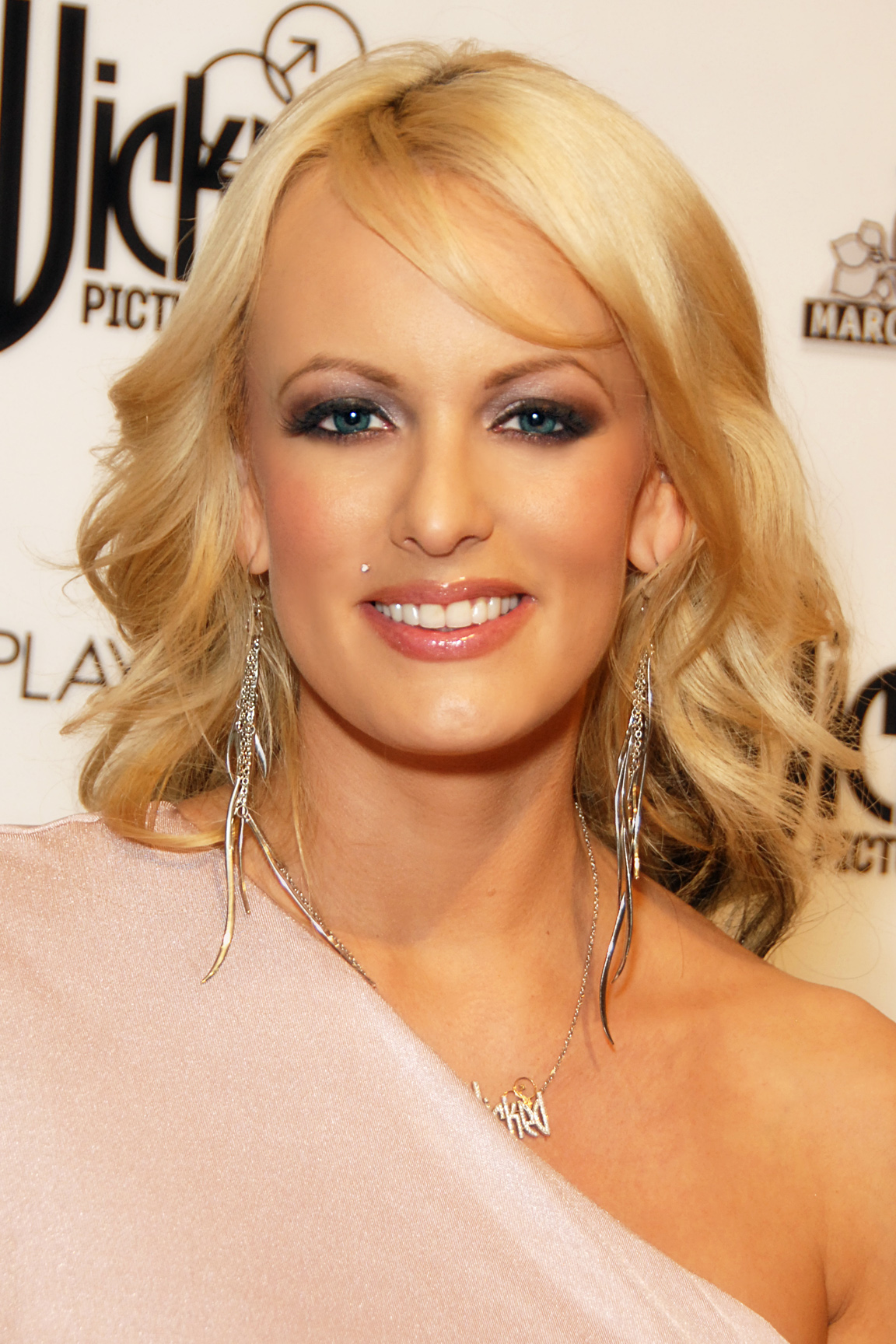
Donald Trump bị truy tố vì dính líu đến việc ra lệnh cho Michael Cohen trả cho Stormy Daniels.

Stormy Daniels là một nữ diễn viên phim khiêu dâm người Mỹ. Vào tháng 7 năm 2006, Daniels gặp Trump tại một giải đấu golf dành cho người nổi tiếng ở Nevada; vào thời điểm đó, Trump là người dẫn chương trình The Apprentice và đã kết hôn với Melania Knauss vào năm trước. Theo Daniels, Trump đã mời cô đến căn hộ áp mái của ông tại Harrah's Lake Tahoe và đã ngoại tình với cô, nói với cô rằng ông có thể mời cô làm khách trên The Apprentice. Vào năm 2011, Daniels cân nhắc việc bán câu chuyện ngoại tình của mình cho tạp chí nổi tiếng Life & Style với giá 15,000 đô la Mỹ khi Trump bắt đầu cân nhắc tranh cử tổng thống. Luật sư của Trump, Michael Cohen, đã đe dọa sẽ kiện ấn phẩm này khi họ yêu cầu The Trump Organization bình luận. Người đại diện của Daniels, Gina Rodriguez, sau đó sẽ tiết lộ câu chuyện này trên blog chuyện phiếm "The Dirty" vào tháng 10. Bài đăng đã được các luật sư của Trump gỡ xuống, và Daniels đã bác bỏ tính xác thực của câu chuyện này.
Khi chiến dịch tranh cử tổng thống năm 2016 của Trump bắt đầu, Rodriguez đã tiếp cận nhiều ấn phẩm—bao gồm tờ National Enquirer—và cố gắng bán câu chuyện này. Mặc dù không có ấn phẩm nào đồng ý mua câu chuyện, nhưng National Enquirer sau đó đã chọn câu chuyện này sau khi xuất bản một đoạn băng thô tục giữa Trump và người dẫn chương trình truyền hình Billy Bush vào tháng 10 năm 2016. Tờ National Enquirer đã tìm cách dập tắt câu chuyện để hỗ trợ chiến dịch tranh cử của Trump. Thay vì trả tiền cho Daniels, tổng biên tập của tờ National Enquirer, Dylan Howard, đã thương lượng một thỏa thuận không tiết lộ trị giá 130,000 đô la Mỹ với Cohen. Khi Ngày Bầu cử đến gần, Cohen đã cố gắng tìm 130,000 đô la Mỹ để trả cho Daniels và liên tục trì hoãn khoản thanh toán của cô. Keith Davidson, luật sư của Daniels, đã hủy bỏ thỏa thuận này vào tháng 10 năm 2016. Nhận ra rằng nỗ lực che đậy câu chuyện của mình có thể bị tiết lộ, Cohen đã rút 130,000 đô la Mỹ từ khoản vay tín dụng từ vốn của chủ sở hữu nhà (tiếng Anh: home equity line of credit) của mình và đã gửi số tiền này thông qua một công ty ma được thành lập ở Delaware.
Vào tháng 1 năm 2018, The Wall Street Journal đã đưa tin về khoản thanh toán của Cohen. Cohen đã nhận có tội đối với tám cáo buộc hình sự liên quan đến khoản thanh toán này—và khoản thanh toán cho người mẫu Playboy Karen McDougal—vào tháng 8. Khi nhận tội, Cohen đã đổ trách nhiệm cho Trump, nói rằng ông đã hành động "dưới chỉ đạo của một ứng cử viên cho chức vụ liên bang". Vào tháng 12 năm 2018, Cohen bị kết án ba năm tù.

### Điều tra của đại bồi thẩm đoàn Thành phố New York
Sau khi Cohen nhận tội, Cyrus Vance Jr.—Uỷ viên công tố Quận Manhattan—đã mở cuộc điều tra chống lại Tổ chức Trump và hai giám đốc điều hành của tổ chức này. Văn phòng của ông đã tạm dừng cuộc điều tra khi các công tố viên liên bang bắt đầu một cuộc điều tra riêng biệt về các khoản thanh toán này. Vào tháng 7 năm 2019, các công tố viên liên bang tuyên bố rằng họ đã kết thúc cuộc điều tra về Trump và báo hiệu rằng ông sẽ không bị buộc tội. Văn phòng của Uỷ viên công tố Quận Manhattan sau đó đã ban hành một trát hầu tòa cho Tổ chức Trump vào tháng 8, yêu cầu chuyển giao tài liệu liên quan đến các khoản thanh toán này. Ngoài ra, văn phòng cũng đã đòi công ty kế toán Mazars ra hầu toà, yêu cầu chuyển giao tám năm kê khai thuế doanh nghiệp của Trump. Các luật sư của Trump đã kiện Vance để chặn trát hầu tòa, viện lý do là Trump được miễn trừ khỏi các cuộc điều tra hình sự với tư cách là tổng thống Hoa Kỳ; trong vụ án Trump v. Vance, Tòa án Tối cao đã phán quyết 7–2 cho bên Vance, cho phép tiếp tục trát hầu tòa được tiếp tục.
Đại bồi thẩm đoàn gồm 23 người đã nghe điều trần "trong nhiều tháng trời" trước vụ truy tố, thường họp vào các ngày thứ Hai và thứ Tư. Vào ngày 18 tháng 3 năm 2023, Trump tuyên bố rằng ông sẽ bị bắt vào tuần sau đó, và đã kêu gọi biểu tình trong lúc chờ một vụ truy tố có thể xảy ra. Cảnh sát Thành phố New York đã bắt đầu tăng cường an ninh để chuẩn bị cho vụ truy tố dự kiến, và đã làm vậy lần thứ hai cho vụ truy tố thứ hai dự kiến. Các rào chắn kim loại đã được thiết lập xung quanh Tháp Trump và Tòa nhà Tòa án Hình sự của quận. Vào ngày 30 tháng 3, trước khi đại bồi thẩm đoàn bỏ phiếu truy tố, một nhân chứng giấu tên đã làm chứng trước họ trong khoảng 30 phút.

### Các cuộc điều tra liên quan
Trump cũng là đối tượng của hai cuộc điều tra bổ sung—một cuộc về nỗ lực lật ngược kết quả bầu cử tổng thống năm 2020 của bang Georgia, và cuộc điều tra còn lại là ở Washington, D.C., về việc ông quản lý các tài liệu mật và các tài liệu liên quan đến quốc phòng của chính phủ. Vụ truy tố ở New York dự kiến sẽ không ảnh hưởng đến cuộc điều tra ở Georgia, theo một nguồn tin có hiểu biết về cách suy nghĩ của các nhân viên trong văn phòng uỷ viên công tố quận Fulton; các cáo buộc tiềm ẩn dẫn đến các vụ truy tố khác từ cuộc điều tra này có thể xảy ra ngay trong nửa đầu năm 2023.

## Phản ứng

### Chính trị gia Cộng hoà
Trump đã đưa ra một tuyên bố gọi vụ truy tố là "Áp chế Chính trị" và nói rằng vụ truy tố sẽ "phản tác dụng lớn đối với Joe Biden". Chiến dịch tranh cử của Trump đã gửi email chiến dịch để gây quỹ, đề cập đến việc quyên góp sẽ có "ảnh hưởng 1.500%". Phát biểu với Wolf Blitzer của CNN, cựu phó tổng thống Mike Pence đã gọi vụ truy tố trạng là một "sự phẫn nộ".
Các đảng viên Cộng hòa trong Quốc hội nhìn chung đã lên án vụ truy tố là chưa từng có và là một sự vũ khí hoá công lý, mà không đề cập đến các điểm cụ thể nào của các cáo buộc chính thức dự kiến. Chủ tịch Hạ viện Kevin McCarthy đã tweet: "Alvin Bragg đã gây tổn hại không thể khắc phục cho đất nước chúng ta trong nỗ lực can thiệp vào cuộc bầu cử Tổng thống của chúng ta. Khi thường xuyên phóng thích những tên tội phạm bạo lực để khủng bố công chúng, ông ta đã vũ khí hóa hệ thống tư pháp thiêng liêng của chúng ta để chống lại Tổng thống Donald Trump. Người dân Mỹ sẽ không dung thứ cho sự bất công này, và Hạ viện sẽ quy trách nhiệm cho Alvin Bragg và hành vi lạm dụng quyền lực chưa từng có của ông ta". Dân biểu Jim Jordan, chủ tịch Ủy ban Tư pháp Hạ viện, đã tweet từ 'Trắng trợn'.
Ron DeSantis, thống đốc bang Florida, bang mà Trump đang cư trú, đã nói rằng tiểu bang Florida sẽ không hợp tác với bất kỳ nỗ lực nào nhằm dẫn độ Trump tới New York. Lập trường này không tuân theo án lệ Puerto Rico v. Branstad, trong đó khẳng định rằng các thống đốc không thể từ chối yêu cầu dẫn độ của các bang khác, dựa trên Điều IV của Hiến pháp Hoa Kỳ. Nhiều đảng viên Cộng hòa khác bày tỏ ý định tranh cử đối địch với Trump trong cuộc bầu cử tổng thống năm 2024 đã chỉ trích động thái này, bao gồm cựu thống đốc bang Arkansas Asa Hutchinson, và doanh nhân Vivek Ramaswamy.

### Chính trị gia Dân chủ
Dân biểu Adam Schiff viết trên Twitter: "Việc truy tố một cựu tổng thống là chưa từng có tiền lệ. Nhưng hành vi trái pháp luật mà Trump đã tham gia vào cũng vậy". Schiff từng là người quản lý luận tội chính trong phiên tòa luận tội đầu tiên của Trump.

### Công chúng
Trước vụ truy tố, các cuộc thăm dò cho thấy đa số người Mỹ tin rằng Trump đã phạm tội và cần phải điều tra.

#### Người ủng hộ Trump
Vào ngày 18 tháng 3 năm 2023, Trump kêu gọi biểu tình trước một vụ truy tố dự kiến. Bất chấp những lời kêu gọi hành động này, tạp chí Time đưa tin rằng những người ủng hộ nổi bật và các nhóm cánh hữu cực đoan, từng hưởng ứng lời kêu gọi của ông trong cuộc tấn công vào Điện Capitol của Hoa Kỳ ngày 6 tháng 1, đã do dự. Một cuộc biểu tình đã được tổ chức bởi Câu lạc bộ Cộng hòa Trẻ New York vào thứ Hai tuần sau đó, mặc dù số lượng nhà báo đông hơn rất nhiều số người biểu tình.

### Thông tin sai lệch
Trước vụ truy tố của Trump, người sáng lập Bellingcat, Eliot Higgins, đã trào phúng tạo ra một hình ảnh cho thấy Trump bị bắt giữ do trí tuệ nhân tạo chế tạo bằng cách sử dụng Midjourney. Những hình ảnh này đã lan truyền trên nhiều nền tảng mạng xã hội.